# Улица Заслонова (Минск)
Улица Заслонова — улица в Первомайском районе Минска.

## История
Названа в честь Константина Сергеевича Заслонова (1910—1942), одного из руководителей партизанского движения в Беларуси в годы Великой Отечественной войны, Героя Советского Союза.

## Описание
Идёт с юга на север. Начинается от улицы Волгоградская, пересекает улицу Чайковского. Заканчивается на улице Севастопольская (Севастопольский парк).
Начало и конец улицы — Т-образные перекрёстки.
Ближайшие параллельные улицы — Черняховского и Волгодонская.

## Транспорт
Движение общественного транспорта по улице отсутствует. Ближайшая к улице станция метро — Московская.